# Les indispensables
Les Indispesables es un álbum recopilatorio de la cantante canadiense Céline Dion. El álbum se grabó en Francia, donde se lanzó el 11 de diciembre de 2001.

## Canciones
| Pistas | Canciones                         | Escritas por                        | Duración |
| ------ | --------------------------------- | ----------------------------------- | -------- |
| 1.     | "D'amour ou d'amitié"             | E. Marnay, R. Vincent, J.P. Lang    | 4:05     |
| 2.     | "Visa pour les beaux jours"       | E. Marnay, C. Loigerot, T. Geoffroy | 3:28     |
| 3.     | "En amour"                        | E. Marnay, C. Loigerot, T. Geoffroy | 3:20     |
| 4.     | "Les oiseaux du bonheur"          | E. Marnay, A. Popp                  | 3:28     |
| 5.     | "C'est pour toi"                  | E. Marnay, F. Orenn                 | 4:07     |
| 6.     | "Ne partez pas sans moi"          | N. Martinetti, A. Sereftug          | 3:07     |
| 7.     | "Mon ami m'a quittée"             | E. Marnay, C. Loigerot, T. Geoffroy | 3:05     |
| 8.     | "Avec toi"                        | E. Marnay, C. Loigerot, T. Geoffroy | 3:18     |
| 9.     | "Mon rêve de toujours"            | E. Marnay, J. P. Goussaud           | 4:23     |
| 10.    | "C'est pour vivre"                | E. Marnay, A. Popp                  | 4:04     |
| 11.    | "Comment t'aimer"                 | E. Marnay, R. Musumarra             | 4:00     |
| 12.    | "Du soleil au coeur"              | A. Popp, J.C. Massoulier            | 2:46     |
| 13.    | "Tellement j'ai d'amour pour toi" | E. Marnay, H. Giraud                | 3:01     |
| 14.    | "La dodo la do"                   | E. Marnay, C. Gaubert               | 3:06     |
| 15.    | "Un amour pour moi"               | E. Marnay, C. Loigerot, T. Geoffroy | 3:23     |